# Albert Vanbuel
Albert Vanbuel SDB (ur. 5 grudnia 1940 w Zolder) – belgijski duchowny katolicki, emerytowany biskup diecezji Kaga-Bandoro w Republice Środkowoafrykańskiej, salezjanin.

## Życiorys
Albert Vanbuel urodził się w Zolder w Belgii 5 grudnia 1940. Pierwszą profesję w zgromadzeniu salezjanów złożył 25 sierpnia 1959, zaś profesję wieczystą 19 kwietnia 1965. Ukończył studia teologiczne na Katolickim Uniwersytecie w Lowanium. Święcenia kapłańskie przyjął 21 września 1967 w Oud Heverlee. Pracował m.in. jako wykładowca w zakonnej szkole w Oud Heverlee oraz jako sekretarz prowincji  W 1994 wyjechał na misje do Republiki Środkowoafrykańskiej i został przełożonym domu zakonnego w Damala. Kierował także krajowym stowarzyszeniem wyższych przełożonych zakonnych.

### Episkopat
W lipcu 2005 papież Benedykt XVI mianował go biskupem Kaga-Bandoro w Republice Środkowoafrykańskiej. Sakrę biskupią przyjął z rąk biskupa François-Xaviera Yombandje ordynariusza diecezji Bossangoa w Katedrze św. Teresy od Dzieciątka Jezus w Kaga-Bandoro. W maju 2007 biskup Vanbuel odbył wizytę ad limina. Diecezją rządził dziesięć lat. W 2015 przeszedł na emeryturę. Jego następcą został Tadeusz Kusy OFM.